# Kostel Nejsvětější Trojice (Valašské Meziříčí)
Kostel Nejsvětější Trojice je polodřevěná jednolodní církevní stavba, postavená asi v druhé polovině 16. století jako hřbitovní kostel za hradbami Valašského Meziříčí na Horním Předměstí. K liturgickým účelům sloužil až do 50. let 20. století. V současnosti se v něm nachází lapidárium Trojice, spravované Muzeem regionu Valašsko. Je chráněn jako kulturní památka České republiky.

## Popis a stavební vývoj

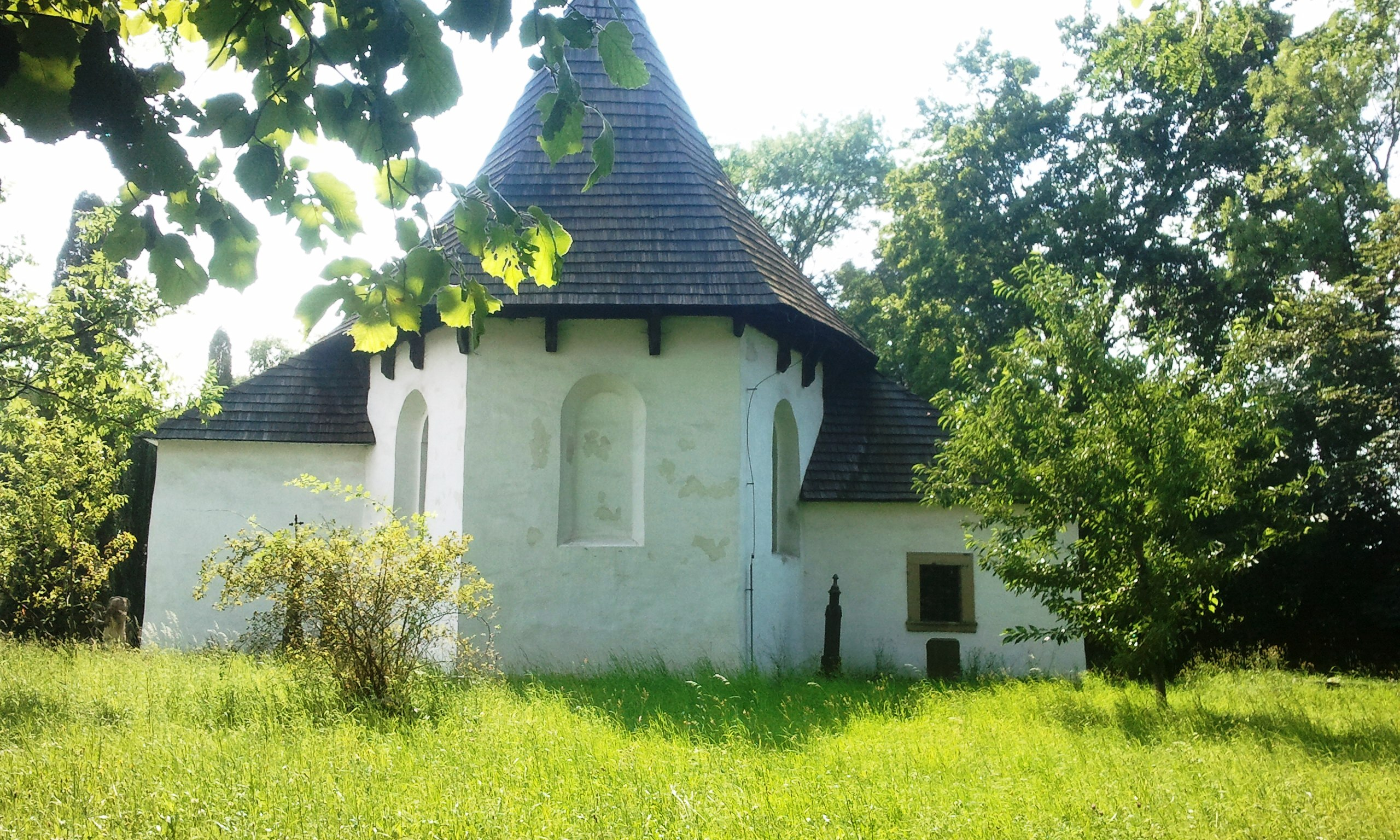
Presbytář – nejstarší část kostela z 16. století, pohled od východu

Kostel Nejsvětější Trojice je jednolodní polodřevěná stavba, kterou tvoří zděné polygonálně ukončené kněžiště s kaplí sv. Kříže a sakristií a roubená loď s venkovním ochozem. Zaklenuta je pouze jižní kaple (současný vstup do lapidária). Zbytek kostela má rovný trámový strop. Kostel je zastřešen valbovou šindelovou střechou se sanktusovou věžičkou.
Nejstarší dochovanou částí kostela je zděný presbytář z 16. století. Z hlediska slohového je na něm patrné doznívání pozdní gotiky (polygonální závěr kněžiště), typické pro českou sakrální architekturu 16. století. Kolem roku 1698 byla ke kněžišti připojena jižní kaple sv. Kříže. V roce 1754 pak byla k severní stěně přistavěna sakristie a na západě postavena dřevěná hlavní loď s venkovním loubím.

## Dějiny

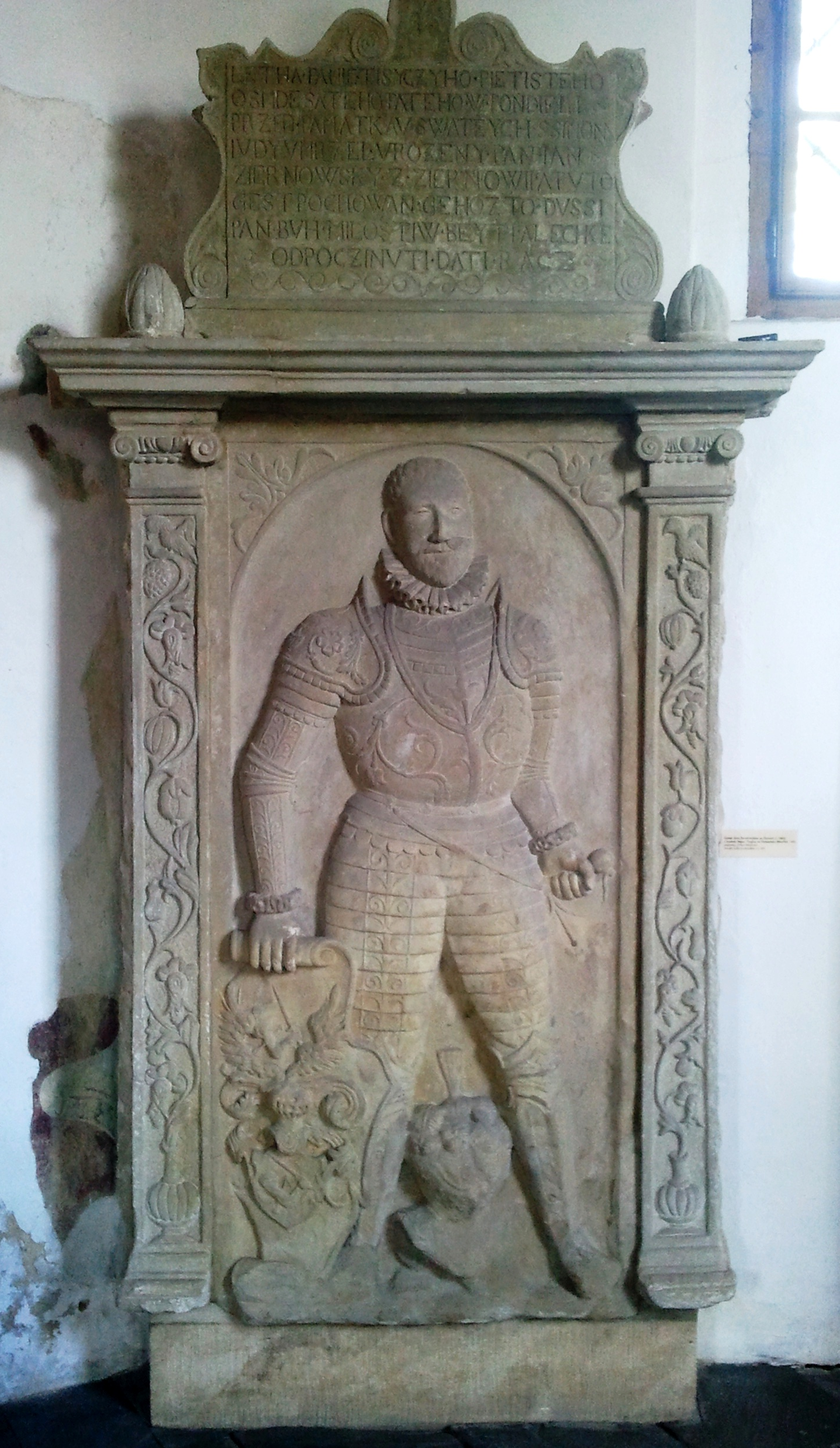
Náhrobek Jana Žernovského ze Žernovic z roku 1585

Nejstarší zmínka o kostele pochází z roku 1605 z předměstské purkrechtní knihy, která se vztahuje k fundaci trojičního oltáře.
Na základě dendrochronologického průzkumu krovu se stáří kostela klade do roku 1562 a jeho rozšíření o dřevěnou loď po roce 1678.
Kostel původně sloužil jako hřbitovní kostel města Meziříčí a okolních vsí. Nejstarší dochovanou funerální památkou kostela je kamenný náhrobník dcery biskupského mana Jana Žernovského ze Žernovic roku 1584. V době baroka se uvažovalo o založení kláštera piaristů, později trinitářů, v jeho sousedství. Od roku 1693 byl i poutním kostelem. Tradice svatotrojických poutí se udržela až do počátku 20. století.
Počátkem 90. let 19. století byl zchátralý kostel důkladně opraven, ale záhy roku 1898 vyhořel. Na začátku 20. století se uvažovalo o jeho zbourání, v diskusi ale nakonec zvítězili stoupenci jeho zachování, kteří zdůrazňovali především jeho domnělý lidový původ a malebnost. Kostel pak byl určen pro bohoslužby nedalekého gymnázia. Roku 1919 byl hřbitov kolem kostela zrušen a během dvacátých let přeměněn na park.

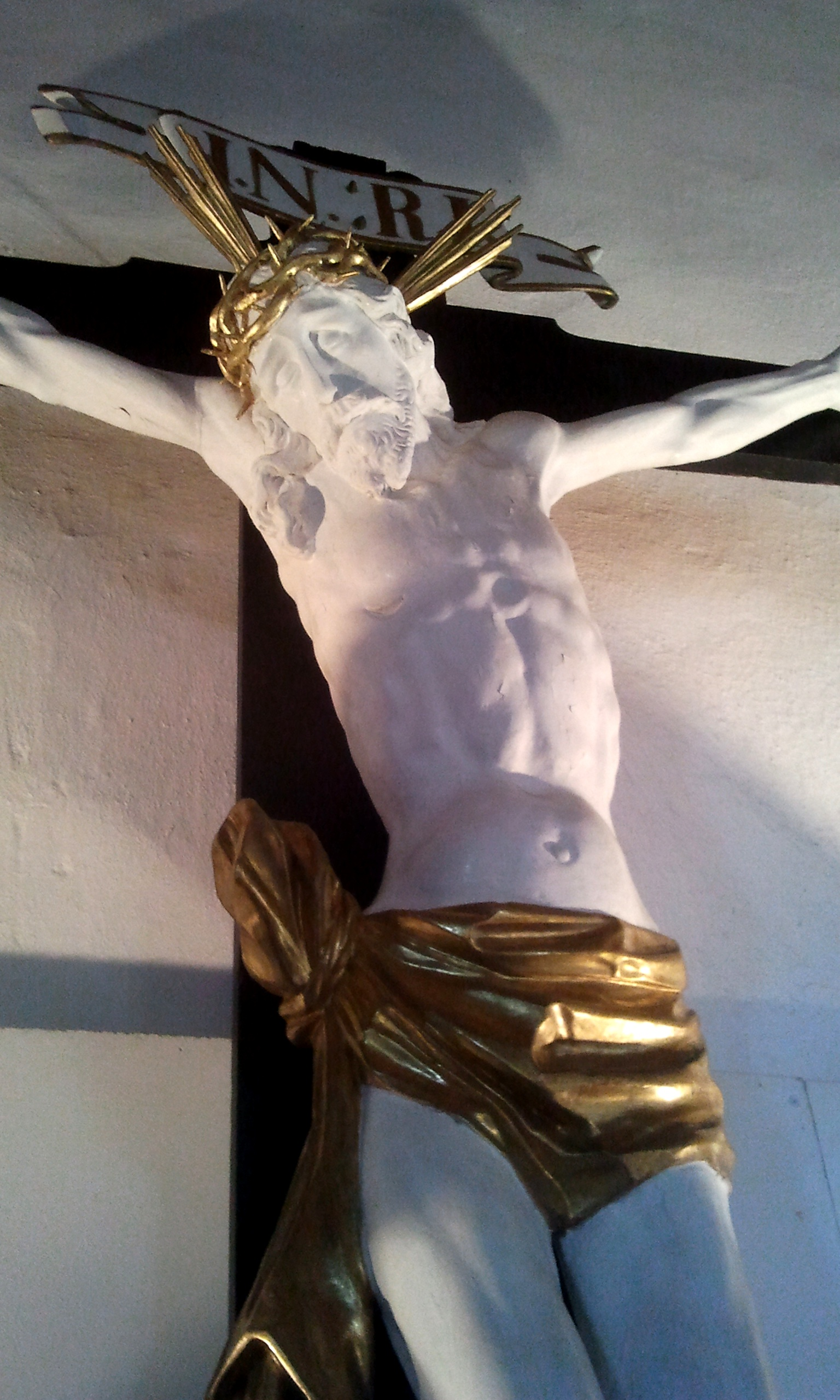
Detail Krista z barokní kalvárie (původní mobiliář po roce 1698)

Svou církevní funkci kostel ztratil v 50. letech 20. století. Roku 1963 byl odsvěcený kostel Okresním národním výborem Vsetín předán do užívání Městskému národnímu výboru ve Valašském Meziříčí a od roku 1968 jej spravovalo Valašské muzeum v přírodě. V té době byla dřevěná kazatelna přemístěna do rožnovského skanzenu. V roce 1971 převzal kostel do své správy Vlastivědný ústav Vsetín, který plánoval kostel přeměnit na městské lapidárium a výstavní a koncertní síň. Přilehlý park měl být upraven na hřbitov nejvýznamnějších meziříčských rodáků. Po opravě a rekonstrukci byla v kostelíku mezi lety 1980–1996 zpřístupněna první expozice lapidária. Po rozsáhlé památkové obnově byla roku 2001 v budově kostela znovu otevřena expozice lapidária.

## Současnost

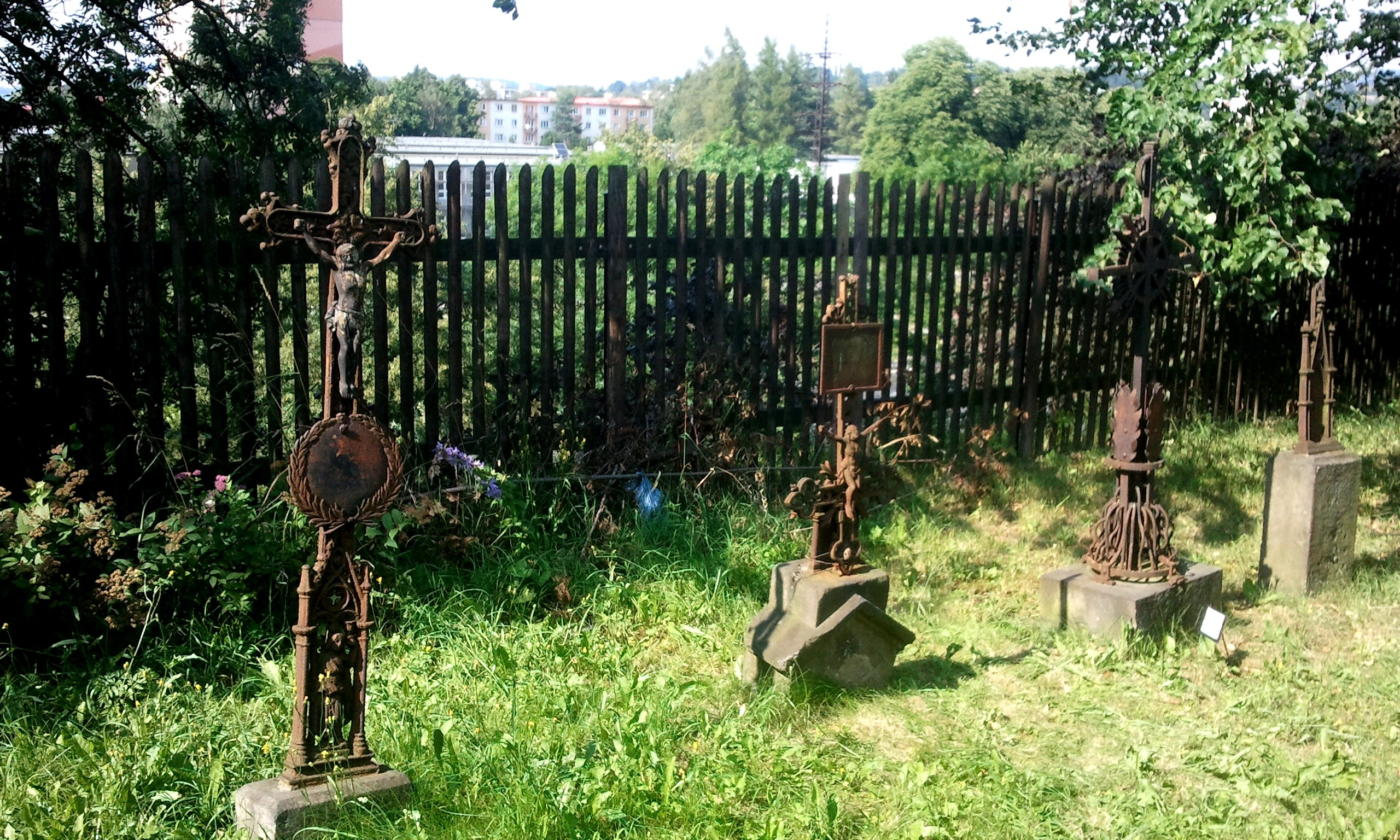
Bývalý hřbitov u kostela

Kostelík dnes slouží jako lapidárium Trojice Muzea regionu Valašsko. Je zde umístěna expozice architektonické, sepulkrální a oltářní plastiky. Exponáty pocházejí z poloviny 16. až z počátku 20. století a provenienčně souvisí s místním prostředím. Vedle sbírkových předmětů Muzea regionu Valašsko a rožnovského skanzenu jsou v lapidáriu vystaveny předměty převzaté od města Valašského Meziříčí a od valašskomeziříčského a hošťálkovského římskokatolického farního úřadu. Vedle stálé expozice kostel občas hostí i krátkodobé výstavy.
Expozice i budova kostela jsou přístupné pouze během léta.